# Mohammed Abdoe
Mohammed Abdoe (of Muhammad 'Abduh) (Nijldelta, 1849 — Alexandrië, 11 juli 1905) was een Egyptische jurist, geestelijke en liberaal (islam)hervormer.

## Biografie
Mohammed Abdoe werd geboren in 1849 te Mahallat Nasr, een dorpje in neder Egypte. Hij groeide op tijdens de regering van Mohammed ‘Ali. Zijn familie leed onder diens bewind. Abdoe zou zijn hele leven herinneren wat de agressieve modernisatie politiek had betekend voor het gewone volk. Op dertienjarige leeftijd werd hij naar de Ahmadi moskee in Tanta gestuurd om er les te volgen. Mohammed was echter niet tevreden over de leermethode: het memoriseren van allerhande teksten zonder enig begrip ervan. Deze ervaring zou een grote invloed betekenen op zijn latere hervormingsstreven in het onderwijs. Hij besloot te stoppen met zijn studies. In deze periode huwde hij. Zijn oom, Shaykh Darwish Khadr, wees hem de weg naar het soefisme.
In 1866 zette Mohammed Abdoe zijn studies verder in al-Azhar. Hij onderging er een grote invloed van zijn leermeester Jamal al-Din al-Afghani. Deze introduceerde Mohammed in de wetenschap zowel uit Europa als uit de islamwereld. Hij wees tevens op de politieke dominantie van Europa en de problemen in de islamwereld.
In 1877 mocht Abdoe les geven in Azhar en later in het Dar al -‘Ulum college. Al-Afghani werd in 1879 verbannen uit Egypte, omdat hij zich tegen de buitenlandse inmenging in Egypte keerde en verdacht van steun aan de opstand van Urabi. Ook Abdoe viel in ongenade, maar in 1880 werd hij teruggevraagd door de eerste minister Riyad Pasha. Mohammed Abdoe werd hoofdredacteur van het staatsblad al Waqa i al-Misriyyaen werd verantwoordelijk voor de censuur in Egypte. Via deze posities, onderwijzer en hoofdredacteur, kon hij zijn gedachtegoed verspreiden. Na de Britse invasie in 1882 werd hij verdacht steun te geven aan een anti-Britse revolte en werd verbannen voor drie jaar.
Tijdens zijn ballingschap richtte Mohammed samen met al-Afghani een geheim genootschap op in Parijs, al-Urwa al-Wuthqa genaamd. Mohammed Abdoe trok naar het Verenigd Koninkrijk, Tunesië en andere landen om zijn genootschap te promoten. Vanaf 1885 gaf hij les in Beiroet, schreef artikels en vertaalde werken van al-Afghani in het Arabisch.
In 1888 keerde Abdoe terug naar Caïro. Aanvankelijk mocht hij er geen les geven, maar kedive Tawfiq Pasha liet hem zetelen in verschillende juridische organen. In 1899 werd hij moefti, de hoogste titel die een religieuze rechtsgeleerde kan krijgen. Via deze functies kon hij zijn visie op moraliteit en hervorming in de islamwereld uiten. Hij kon ze echter niet doorvoeren, want deze juridische organen hadden enkel een adviserende functie.
Tot zijn dood op 11 juli 1905 wijdde Mohammed Abdoe zich aan reizen en studeren. Hij bezocht Europa en de islamwereld waar hij geleerden, politici en juristen overtuigde van zijn hervormingen.

## Denken
Abdoe wilde het verval van de umma, islamitische geloofsgemeenschap tegengaan, door de plaats van de rede in de islam te herstellen.
Deze ideale rationele maatschappij had ooit bestaan in de eerste gouden eeuwen van de islam. Hij zag verschillende oorzaken voor het verval. Er waren vreemde elementen binnengeslopen in de islam (zoals de ideeën van de sjiieten). Daarnaast was men de essentie van islam vergeten. Men kon geen onderscheid meer maken tussen hoofd- en bijzaken. Hieruit volgde de gewoonte van de blinde imitatie (taqlid) en was er van rede, ijtihad, helemaal geen sprake meer. Abdoe koppelde deze verspreiding van de taqlid aan de opkomst van slechte leiders, met name de Turken in de umma. Zij probeerden de boodschap van Mohammed niet te begrijpen. Ze moedigden de slaafse aanvaarding van autoriteit aan en ontmoedigden hiermee het vrije gebruik van de rede. Ze introduceerden hun eigen aanhangers in de rangen van de ulama en met de corrumpering van het onderwijs, zorgden ze mee voor onwetendheid en hierdoor voor het verval van de hele islamwereld.
Tegelijkertijd met het verval van de islam, werden de Europese naties sterker en meer beschaafd door de ontwikkeling van de rede. Abdoe wilde dat de islam de wetenschappen van Europa overnam. Dit kon zonder de islam te verlaten, aangezien de islam zelf de rede instrueerde.
Abdoe wilde de kloof tussen traditionalisten en modernisten overbruggen. Dit kon volgens hem enkel door te aanvaarden dat er verandering nodig was en door deze te koppelen aan de principes van de islam. Abdoe wilde aantonen dat de islam paste binnen een moderne, rationele maatschappij, aangezien die rationaliteit volgens hem inherent was aan de islam zelf. De kern van zijn gedachten was zijn concept van de ware religie. Deze bestond enerzijds uit een essentieel, onveranderlijk gedeelte en anderzijds uit niet-essentiële zaken die men kon veranderen en wegnemen zonder de religie te schaden. Het ging er dus om de essentie uit de godsdienst te puren. Dit kan via twee geloofsbronnen, de openbaring (Koran en in de authentieke Hadith) en de rede (ijtihad). Deze moeten geaccepteerd worden zonder meer en zijn onveranderlijk. Dit zijn zaken die niet via de rede gekend kunnen worden. In aangelegenheden waar zowel Koran als Hadith geen antwoord bieden, biedt de rede een uitkomst. De rede blijft echter ondergeschikt aan Koran en Hadith. Een derde geloofsbron de ijma of de consensus van de gemeenschap is voor Abdoe ondergeschikt aan de andere. De ‘’ijma’’ kan zeker niet de deur sluiten voor de ‘’ijtihad’’.
Tegen het verval van de islam was dus een rationele hervorming van de instellingen nodig.

## Hervormingen

### Onderwijs
Bij de hervormingsplannen van Mohammed Abdoe, speelde onderwijs een cruciale rol. Een nieuw religieus leiderschap diende gecreëerd te worden om de maatschappij ook daadwerkelijk te moderniseren zonder de godsdienst te verlaten.
Het contemporaine onderwijs in Egypte was op te delen in drie categorieën, ze hadden volgens Abdoe elk hun eigen gebreken.
In de traditionele religieuze scholen, waar ‘Abdoe als leerling en leraar ervaring mee had, stond ‘’taqlid’’ centraal. Deze scholen stonden niet open voor verandering en moderniteit. Seculiere staatsscholen naar Europees model echter, verloren het contact met de islamitische waarden. In christelijke missiescholen werd men totaal vervreemd van de eigen islamitische maatschappij. Deze verschillende scholen creëerden een scheiding binnen de umma. De traditionele islam elite stond tegenover de seculiere modernisten.
Het ideale onderwijs bestond volgens Mohammed Abdoe uit drie niveaus. Iedereen, jongens en meisjes, zou dezelfde basiskennis leren: schrijven, lezen, rekenen en religie. De inhoud en duur van het onderwijs zou variëren naargelang het doel van de opleiding. Hoe hoger de opleiding, hoe meer nadruk lag op het gebruik van de rede, de geschiedenis van de islam en het bestuderen van de Koran in zijn oorspronkelijke vorm (in de tijd van Mohammed en zijn eerste volgelingen). Deze nieuwe elite zou de umma beschermen en de Koran op een juiste manier interpreteren voor hen.

### Islamitische jurisprudentie
Een eerste pijler van Abdoes hervormingsproject was een aanpassing van het islamitisch recht aan de noden van de moderniteit. Om zijn hervorming te rechtvaardigen gaf Abdoe een nieuwe betekenis aan oude principes in de islamitische jurisprudentie, fiqh. Zijn jurisprudentie legde de basis van een modern gecodeerd systeem van islamitisch recht dat de vier rechtsscholen, madhahib, oversteeg.
Allereerst veralgemeende Abdoe de betekenis van het concept ‘’maslaha’’, algemeen belang. De Malikitische rechtsschool schreef voor dat de jurist bij het interpreteren van Koran en Hadith ervan moest uitgaan dat God het menselijk welzijn wilde bevorderen. Voor Abdoe rechtvaardigde maslaha het rationeel deduceren van nieuw recht uit algemene morele principes, zoals door God geopenbaard.
Ten tweede gebruikte hij het concept talfiq om de scheidslijnen tussen de rechtsscholen te overstijgen. ‘’Talfiq’’ gaf aan rechters de mogelijkheid om rechtsinterpretaties uit andere scholen dan de eigen school toe te passen. Abdoe vertrok bij zijn oordelen als moefti van een systematische vergelijking en synthese van alle rechtsinterpretaties.
Met deze nieuwe werkwijze vaardigde hij fatwa's uit die vele vernieuwingen introduceerden in de islamitische wet en gewoonten.

### Politiek
Mohammed Abdoe was in de eerste plaats begaan met de eenheid van de geloofsgemeenschap, umma. God en zijn profeet waren voor hem de hoogste autoriteiten binnen deze geloofsgemeenschap. Toch had deze umma nood aan een spirituele autoriteit, de kalief. De kalief was de eerste ‘’mujtahid’’ of beoefenaar van de ‘’ijtihad’’. Hij kon hervormingen in de islamitische wereld legitimeren. Europese instellingen en recht overnemen, zoals de hervormingen in het Ottomaanse Rijk tijdens de Tanzimat, was immers geen oplossing omdat ze niet voortsproten uit de tradities en gebruiken van de islamitische wereld. De kalief was echter gebonden aan consultatie, shura, van de umma. Hij was niet onfeilbaar en ontving geen openbaringen van God.
Abdoe was zich ook bewust van zijn Egyptische nationaliteit. Moslims en kopten werden verbonden door een gemeenschappelijke Egyptische geschiedenis en identiteit. Christenen en joden moesten dus burgers zijn met volle rechten en onder zijn studenten en vrienden rekende Abdoe vele niet-moslims. Zijn nadruk op inclusie van verschillende geloofsgemeenschappen in de natie is een echo van zijn streven naar eenheid binnen de gemeenschap van gelovigen.
Tijdens zijn ballingschap was Abdoe een nationalist onder invloed van Al-Afghanis revolutionaire gedachtegoed. Hij bestreed zowel Europese als Turkse dominantie van de islamitische wereld en Egypte. Na zijn terugkeer nam hij opnieuw een meer gematigde positie in. Abdoe streefde via een geleidelijke evolutie naar een beperkte constitutionele monarchie. Hij vond dat de Egyptische natie eerst onderwezen moest worden. Ook hier is een vergelijking met Abdoes hervormingsproject voor de umma snel gemaakt. Zijn gematigdheid bracht hem ertoe samen te werken met de Britten en de kedive. Volgens hem kon Egypte baat hebben bij een "welwillend despoot", zolang deze rechtvaardig was en de leiders van de gemeenschap consulteerde.
Zijn eigen visie op geleidelijke onafhankelijkheid bracht Abdoe in aanvaring met de nationalisten van Mustafa Kamil. Abdoe meende dat hij en Urabi zich vergisten in hun streven naar onafhankelijkheid via militaire middelen. De moefti van Egypte had zijn eigen visie op een nationale heropleving, maar werd door nationalisten verweten te zeer te hechten aan invloed bij de machthebbers.

## Mohammed Abdoe en vrouwen
In het kader van het hervormen van Shari’a besteedde hij serieuze aandacht aan de rol van vrouwen in de gemeenschap. Niet alleen de Shari’a, ook gewoontes en tradities werden door hem besproken. Hij besteedde ook tijd aan dit onderwerp, omdat de rol van vrouwen in islam een punt was waarop vanuit het westen vaak kritiek kwam. Zijn werk over vrouwen was dus enerzijds gericht aan een moslim publiek maar anderzijds aan Westerse critici van de islam.
Belangrijkste elementen die hij besprak waren de verhouding tussen man en vrouw, polygamie, onderwijs, het sluieren van vrouwen en scheiding. Zijn argumenten waren deels op de Koran en Shari’a gebaseerd en deels op rede. Wat betreft zijn standpunt over polygamie, erkende hij dat de profeet verscheidene vrouwen had. Dit was noodzakelijk om de sociale cohesie te versterken en de oorspronkelijke Umma vorm te geven. Hij erkende ook dat Sharia een moslim toeliet met vier vrouwen tegelijk getrouwd te zijn, maar hij onderstreepte dat dit enkel kon als hij alle vier gelijk en rechtvaardig behandelde. Volgens ‘Abdoe was het voor elk rationeel persoon duidelijk dat niemand in staat is twee personen gelijk te behandelen, behalve de profeet. Daardoor is polygamie onmogelijk, het is zelfs nefast voor de gemeenschap, omdat het onrechtvaardig is. Op die manier is het een belemmering voor de ontwikkeling van goede moslims.

## Invloed
Een van de gevolgen van zijn studies en werk was paradoxaal genoeg de creatie van een basis waarop de secularisatie kon voortbouwen. Hij verving de traditionele interpretatie van islam door individueel oordeel. Hierdoor werd het moeilijk om consensus te bereiken over wat nu in overeenstemming was met islam en wat niet. Door het vrijmaken van een weg voor de rede, maakte men juist een opening voor seculiere instromen.
Tijdens zijn periode als moefti van Egypte, startte hij een tendens in de rechtspraak om een algemeen islamitisch rechtssysteem te hanteren, dat bruikbaar was voor alle zaken en voor alle moslims ongeacht de stroming waartoe ze behoren. Het werk resulteerde slechts in een algemeen systeem dat enkel privé-zaken zoals scheidingen en testamenten behandelde. Zijn inspanningen bleken uiteindelijk tevergeefs, want in 1956 werden de aparte religieuze rechtbanken opgeheven. Al bleven alle rechtbanken een door Sharia geïnspireerd rechtssysteem hanteren.
Waar hij en zijn volgelingen volledig in geslaagd zijn is de hervorming van de Azhar school. De hervormingen brachten een nieuwe stijl van lesgeven en discipline, toevoeging van onderwerpen zoals ethiek, geschiedenis en aardrijkskunde. De huidige Azhar is er dankzij de inspanningen van Mohammed ‘Abdoe en de invloed op opvolgende generaties van leerkrachten en rectors.
Uiteindelijk splitsten zijn volgelingen op in twee groepen. De ene groep interpreteerde zijn theorie als een bewijs dat de enige redding mogelijk voor Egypte een gerevitaliseerde islam was. De andere stelde dat ‘Abdoe redenen gaf voor een scheiding tussen kerk en staat.

## Kritiek en ontvangst
Zijn uitzonderlijke manier van denken en houding tegenover islam gaf aanleiding tot veel speculatie over zijn geloofsovertuiging. Europese vrienden zoals Cromer en Blunt waren zeker dat hij een agnost was of ten minste onzeker over de islam. Sommige van zijn moslimcritici beschuldigden hem van geloofsverzuim zoals nalaten van bidden. Deze zaken werden echter ontkend door zijn biograaf Mohammed Rashid Ridha.
De grootste kritiek op zijn leer is zijn eclecticisme. Aspecten van verschillende scholen en figuren zijn in zijn ideeën terug te vinden. Hij gebruikt enkel die ideeën die in overeenstemming zijn met zijn visie.
Zijn belangrijkste tegenstanders waren de conservatieve krachten in al-Azhar, kedive Abbas en de nationalistische partij van Mustafa Kamil, de twee laatste vanwege zijn politiek houding. In de 20ste eeuw is vooral het moslimbroederschap een grote criticus die hem beschuldigt van afvalligheid en afwijken van de essentie van islam. Toch gebruiken zij enkele van zijn bevindingen.

## Werken
Zijn belangrijkste werken zijn “al-islam wa-l-radd ‘ala muntaqidihi” en “al-islam wa_l-Nasraniyya ma’a l- ‘ilm wa-l-madaniyya”, over de scheiding van kerk en staat in de islamitische samenleving. Over de islam zelf schreef hij het invloedrijke werk “Risalat al-tawhid”.